# (4927) O'Connell
(4927) O'Connell est un astéroïde de la ceinture principale.

## Description
(4927) O'Connell est un astéroïde de la ceinture principale. Il fut découvert le 21 octobre 1982 à l'Observatoire Kleť par Zdeňka Vávrová. Il présente une orbite caractérisée par un demi-grand axe de 2,89 UA, une excentricité de 0,09 et une inclinaison de 1,2° par rapport à l'écliptique.

## Compléments